# Haddaway

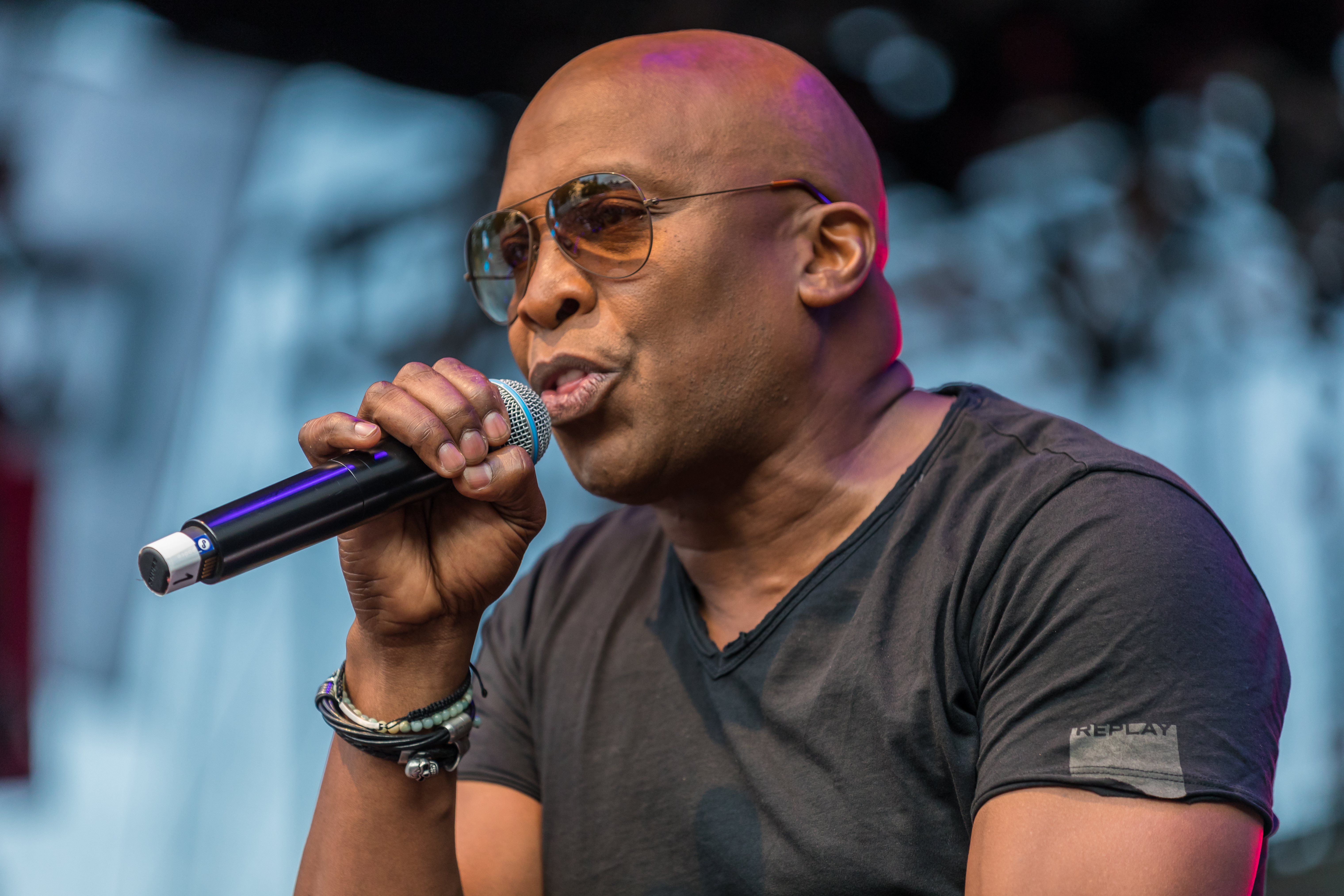
Haddaway (2019)

Logo

Haddaway (* 9. Januar 1965 in Port of Spain; vollständiger Name Nestor Alexander Haddaway) ist ein deutsch-trinidadischer Sänger. In den 1990er-Jahren feierte er mit Eurodance-Hits wie What Is Love weltweit große Erfolge.

## Karriere
Haddaway, dessen Vater aus den Niederlanden stammt, wurde in Trinidad geboren, zog aber im Alter von neun Jahren nach Washington, D.C. in den Vereinigten Staaten. Er studierte an der dortigen George Washington University Politikwissenschaften und Geschichte und schloss sein Studium mit einem Ph.D. in Politologie ab. Ab 1989 lebte er mit Unterbrechungen in Köln. Dort spielte er bis 1993 American Football bei den Cologne Crocodiles.
Seinen Durchbruch als Musiker schaffte er 1992, als das Produzenten-Paar Karin Hartmann und Tony Hendrik auf ihn aufmerksam wurde und für ihn die Eurodance-Single What Is Love schrieb und produzierte. Sie erreichte Anfang 1993 sowohl in Deutschland als auch mit etwas Verzögerung in Großbritannien Platz 2 der Singlecharts und in Österreich sogar Platz 1. Auch in den US-amerikanischen Billboard-Charts stieg er mit der Single bis auf Platz 11. In den USA wurde der Song als Gimmick in einer Vielzahl von Sketchen der NBC-Sendung Saturday Night Live benutzt, zu der die Protagonisten („Roxbury Guys“) eine sich ständig wiederholende, markante Kopfbewegung machten. Dieser Gag ist ein Dauerbrenner in den USA und wird in einer amerikanischen Werbekampagne von Pepsi, welcher der Song als Werbeträger dient, verballhornt.
Mit seiner Nachfolgesingle Life wiederholte er ein halbes Jahr später zumindest in Europa annähernd diesen Erfolg. Auch sein Ende 1993 veröffentlichtes Debütalbum Haddaway – The Album wurde ein Erfolg, es folgten 1994 mit „I Miss You“, „Rock My Heart“ und 1995 mit „Fly Away“ weitere Charthits. Inzwischen hatten sich zwei seiner Backgroundsängerinnen unter dem Namen 3-o-Matic selbständig gemacht, darunter Nancy Baumann. Danach wurde es stiller um Haddaway. Zwei weitere Alben, The Drive (1995) und Let’s Do It Now (1998), verfehlten bei weitem die Verkaufszahlen seines Debüts. 2003 kam er noch einmal mit dem Remake What Is Love – Reloaded in die Medien. Doch Erfolg hatte er damit wenig; die Single hielt sich lediglich fünf Wochen in den deutschen Charts.
2004 nahm Haddaway an der Show Comeback – Die große Chance des deutschen Fernsehsenders ProSieben teil. Die erste Ausscheidungsshow gewann er und war dann Gast bei Stefan Raabs TV Total. Danach überwarf er sich mit den Produzenten der Show und schied kurz danach aus. 2008 verwendete PepsiCo den Titel What Is Love für den Pepsi-Werbespot, der während der jährlichen Super-Bowl-Übertragung gesendet wurde. 2010 veröffentlichte der amerikanische Rapper Eminem auf seinem Album Recovery den Song No Love, dessen Hookline und Refrain ein Sample von Haddaways What is Love zugrunde liegt.
Haddaway lebt heute im österreichischen Kitzbühel. Er ist Spieler und Sponsor des Kufsteiner Baseballvereins Wolfins und wurde mit dem Verein 2019 und  2020 Meister der Tiroler Landesliga.

## Diskografie
Studioalben

| Jahr | Titel Musiklabel                                                                                              | Höchstplatzierung, Gesamtwochen, AuszeichnungChartplatzierungen (Jahr, Titel, Musiklabel, Platzierungen, Wochen, Auszeichnungen, Anmerkungen) | Höchstplatzierung, Gesamtwochen, AuszeichnungChartplatzierungen (Jahr, Titel, Musiklabel, Platzierungen, Wochen, Auszeichnungen, Anmerkungen) | Höchstplatzierung, Gesamtwochen, AuszeichnungChartplatzierungen (Jahr, Titel, Musiklabel, Platzierungen, Wochen, Auszeichnungen, Anmerkungen) | Höchstplatzierung, Gesamtwochen, AuszeichnungChartplatzierungen (Jahr, Titel, Musiklabel, Platzierungen, Wochen, Auszeichnungen, Anmerkungen) | Höchstplatzierung, Gesamtwochen, AuszeichnungChartplatzierungen (Jahr, Titel, Musiklabel, Platzierungen, Wochen, Auszeichnungen, Anmerkungen) | Anmerkungen                                                                                               |
| Jahr | Titel Musiklabel                                                                                              | DE | AT | CH | UK | US | Anmerkungen                                                                                               |
| ---- | --- | --- | --- | --- | --- | --- | --- |
| 1993 | The Album (europäische Version) / Haddaway (amerikanische Version) Coconut Records (EU) / Arista Records (US) | DE5 Platin · (41 Wo.)DE | AT12 Gold · (16 Wo.)AT | CH2 Platin · (35 Wo.)CH | UK9 Gold · (16 Wo.)UK | US111 (12 Wo.)US | Erstveröffentlichung: 1. Mai 1993 (EU) Erstveröffentlichung: 23. November 1993 (US) Verkäufe: + 1.042.899 |
| 1995 | The Drive Coconut Records                                                                                     | DE32 (9 Wo.)DE | AT27 (8 Wo.)AT | CH10 (11 Wo.)CH | — | — | Erstveröffentlichung: 26. Juni 1995                                                                       |
| 1998 | Let’s Do It Now Coconut Records                                                                               | — | — | — | — | — | Erstveröffentlichung: 9. März 1998                                                                        |
| 2001 | My Face (Neuauflage: Love Makes) Terzetto Records / ZYX Music                                                 | — | — | — | — | — | Erstveröffentlichung: 17. September 2001 Neuauflage: 20. Mai 2002                                         |
| 2005 | Pop Splits Coconut Records                                                                                    | — | — | — | — | — | Erstveröffentlichung: 18. Juli 2005                                                                       |
| 2011 | Gotta Be Coconut Records                                                                                      | — | — | — | — | — | Erstveröffentlichung: 4. November 2011                                                                    |

## Auszeichnungen
- Bravo Otto

1993: „Bronze“ in der Kategorie „Rap & Dancefloor“
- Echo Pop

1994: in der Kategorie „Dance Single des Jahres national“
1994: in der Kategorie „Erfolgreichste nationaler Song des Jahres“
- Goldene Europa

1993
- RSH-Gold

1994: in der Kategorie „Deutschproduktion des Jahres“